# 歐洲無鬚鱈
歐洲無鬚鱈（Merluccius merluccius）為輻鰭魚綱鱈形目無鬚鱈科的其中一種。

## 分布
本魚分布於東大西洋，從冰島、挪威至西非茅利塔尼亞、黑海、地中海等海域。

## 深度
水深30~1075公尺。

## 特徵
本魚體呈細紡錘型。第一背鰭鰭條數8~11枚；第二背鰭35~40枚；臀鰭36~40枚。總鰓耙數8~12，其中下枝鰓耙數為7~9。體呈灰藍色，腹部色淡，甚至為白色；嘴緣及鰓被架膜緣為黑色。體長可達120公分。

## 生態
屬中、底棲性魚類，一般喜棲息於大陸棚。有明顯的晝夜垂直移動現象，即白天至底層活動，夜晚則至中層水域覓食，以小魚為主食。

## 經濟利用
食用魚，是東北大西洋及地中海沿岸國家重要的漁獲物之一。肉質細而鮮美，適合各種食法。